# Maják Vilsandi
Maják Vilsandi (estonsky Vilsandi tuletorn) stojí na ostrově Vilsandi asi 10 km na západ od ostrova Saaremaa v obci Muhu v kraji Saaremaa v Baltském moři v Estonsku. Je ve správě Estonského úřadu námořní dopravy (Veeteede Amet, EVA), kde je veden pod registračním číslem 925. Maják naviguje lodi v severní části Rižského zálivu.
Je nejstarším majákem v kraji Saaremaa. 20. července 2004 byl zapsán do seznamu kulturních památek Estonska pod číslem 27241.

## Historie
O výstavbě majáku rozhodla ruská admiralita v roce 1803. V roce 1809 byla jeho stavba ukončena. V jeho blízkosti byla postavena druhá věž, která se v roce 1840 kvůli nízké kvalitě zřítila. V roce 1817 byla na maják instalována rotační clona, kterou poháněl hodinový mechanizmus se závažím. V roce 1860 byla nainstalována Fresnelova čočka anglické firmy Chance Brothers & Co. Maják byl několikrát zvýšen. V roce 1878 bylo používané petrolejové osvětlení, od roku 1918 acetylénové a od roku 1972 elektrické. V roce 1957 proběhla generální oprava majáku.
U majáku byly v roce 1925 obytné domy, sklep (1893), skladiště na petrolej, sauna (1874), kasárna a další, celkem 12 objektů. V roce 1937 byl postaven dům pro turisty, který byl zbořen v roce 1973. Z poválečné éry přibyly generátorová budova, věž pohraniční stráže a obytná budova a areál byl obehnán ostnatým drátem. Nyní jsou budovy ve vlastnictví státních institucí i v soukromém vlastnictví. V roce 1999 byla vydána estonská poštovní známka s majákem.

## Národní park Vilsandi
V roce 1907 se stal strážcem majáku Artur Toom (1884–1942), který byl v roce 1910 zakladatelem prvního přírodního chráněného (ptačího) území na souostroví Vaika. Byla to první rezervace v Rusku a začátek národní rezervace Vaika, která byla založena v roce 1957. V roce 1971 byla změněna na Státní přírodní rezervaci Vilsandi a v roce 1993 se stal Národním parkem Vilsandi (Vilsandi rahvuspark), který má rozlohu 24 000 ha, z toho dvě třetiny připadají na moře. Artur Toom pracoval na ostrově do roku 1941, kdy byl zatčen NKVD a deportován na Sibiř.

## Popis
Válcová kamenná věž vysoká 37 metrů je ukončená stupňovitou římsou ochozu a lucernou vysokou 3,0 m. Maják má bílou barvu, galerie je a lucerna je černá. V roce 2016 byly instalovány LED lampy.

### Data
Zdroj
- Výška světla 40 m n. m.
- Dva záblesky bílého a červeného světla ve výsečích v intervalu 15 sekund

| Barva                           | bílá        | červená     | Zdroj |
| Charakteristika 1+2+1+2+2+7=15s |             |             | [ 3 ] |
| Azimut                          | 212°–164,5° | 164,5°–212° | [ 3 ] |
| Výseč                           | 312,5°      | 47,5°       | [ 3 ] |
| Dosvit [nm]                     | 12          | 12          | [ 3 ] |
| Svítivost (cd)                  | 8000        | 8000        |       |

### Označení
- Admiralty: C3714
- ARLHS: EST-067
- NGA: 12684
- EVA 925